# NGC 1358
NGC 1358 је спирална галаксија у сазвежђу Еридан која се налази на NGC листи објеката дубоког неба.
Деклинација објекта је - 5° 5' 20" а ректасцензија 3h 33m 39,7s. Привидна величина (магнитуда) објекта NGC 1358 износи 12,1 а фотографска магнитуда 13,0. NGC 1358 је још познат и под ознакама MCG -1-10-3, PGC 13182.